# Świstucha
Świstucha – część miasta Aleksandrów Kujawski.

## Infrastruktura

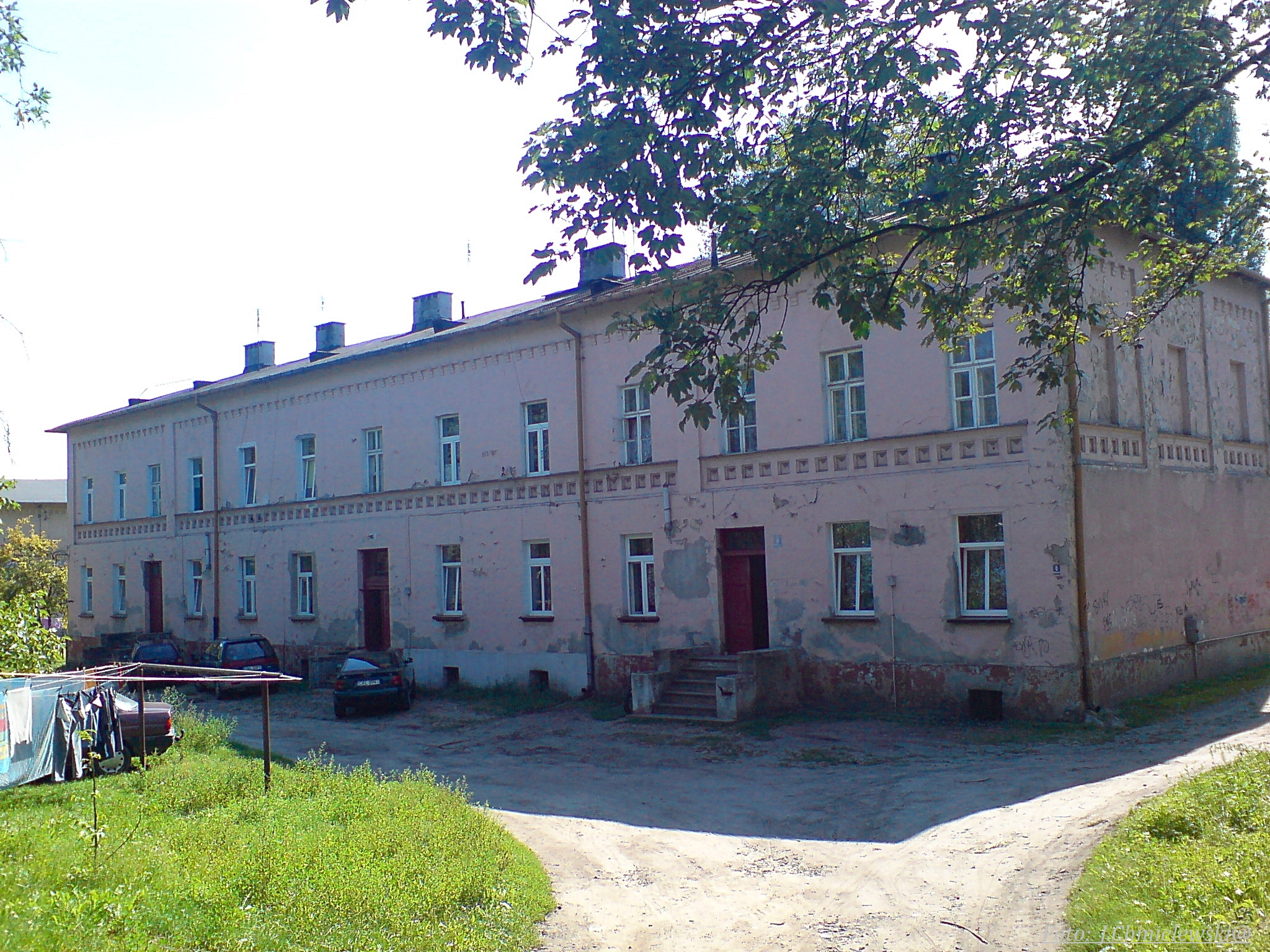
Zabytkowy budynek przy ulicy Wojska Polskiego 8, z lat 1893-1895

Na terenie Świstuchy dominuje zabudowa jednorodzinna. Znajdują się tutaj min. ciepłownia PEC oraz zabytkowe budynki przy ulicy Wojska Polskiego. 
Główne ulice: Wojska Polskiego, Świstucha, Wspólna.